# Säsong 14 av Simpsons
Simpsons (säsong 14) sändes mellan 3 november 2002 och 18 maj 2003 med Al Jean som show runner som även var exekutiv producent för alla avsnitt utom How I Spent My Strummer Vacation, som producerades av Mike Scully. Säsongen innehöll fem avsnitt från den förra produktionslinjen, säsong 13 (DABF). Serien vann två Primetime Emmy Award, fyra Annie Award och en Writers Guild of America Award.
Till den fjortonde säsongen återvände Maggie Roswell som en återkommande röstskådespelare. som lämnade serien vid säsong 11. Säsongen innefattade bland annat avsnittet Barting Over, som var planerat att sändas som det 300:e avsnittet, men ersattes av The Strong Arms of the Ma, vilket visas i avsnittet Barting Over där Lisa hävdar att Homer råkat ut för 300 tokigheter och Marge hävdar att det är 302.
Avsnittet Three Gays of the Condo vann en Primetime Emmy Award för "Outstanding Animated Program (For Programming less than One Hour)". Hank  Azaria vann också en Emmy Award för "Outstanding Voice-Over Performance" för arbetet med Moe Baby Blues. Låten "Everybody Hates Ned Flanders" (med musik av Alf Clausen, och text av Ian Maxtone-Graham med Ken Keeler) från avsnittet Dude, Where's My Ranch? fick en nominering till Emmy Award för "Outstanding Individual Achievement in Music and Lyrics".
Säsongen vann fyra Annie Award för "Outstanding Achievement in an Animated Television Production", Steven Dean Moore vann "Best Directing in an Animated Television Production" för avsnittet 'Scuse Me While I Miss the Sky,  Alf Clausen, Ken Keeler och Ian Maxtone-Graham med avsnittet Dude, Where's My Ranch? vann "Best Music in an Animated Television Production" samt "Best Writing in an Animated Television Production" gick till Matt Warburton för Three Gays of the Condo. Avsnittet The Dad Who Knew Too Little, skriven av Matt Selman vann en Writers Guild of America Award under Writers Guild of America Award 2003 i kategorin animering. Avsnittet Moe Baby Blues, skriven av J. Stewart Burns, var också nominerad i samma kategori.
Säsongen blev också nominerad till Golden Globe Award för "Best Musical or Comedy Series" under 2003, vilket var den första gången som serien blev nominerad till en Golden Globe. Avsnittet Scuse Me While I Miss the Sky, nominerades till Environmental Media Award för "Best Television Episodic Comedy". Chris Ledesma var nominerad till Golden Reel Award för "Best Sound Editing in Television Animation – Music" för hans arbete med Large Marge.

## Lista över avsnitt
| Nr i serien | Nr i säsongen | Titel                               | Regissör          | Författare                                | Sändningsdatum   | Produktkod |
| --- | ------------- | ----------------------------------- | ----------------- | ----------------------------------------- | ---------------- | ---------- |
| 292 | 1             | "Treehouse of Horror XIII"          | David Silverman   | Brian Kelley, Kevin Curran & Marc Wilmore | 3 november 2002  | DABF19     |
| Familjen Simpson anordnar en seans för Ned Flanders för att han ska kunna kontakta Maude. Send in the Clones - Homer köper en magisk hängmatta som tillverkar kloner av honom. Då klonerna dödar Ned bestämmer Homer sig för att göra sig av med hängmattan och klonerna men klonerna fortsätter att bli fler.. The Fright to Creep and Scare Harms – Lisa besöker kyrkogården tillsammans med Bart och upptäcker att William Bonney önskade sig en vapenfri stad. Lisa får Springfield att bli vapenfri vilket leder till att William Bonney, alias Billy the Kid, vaknar till liv och invånarna i Springfield blir slavar men Professor Frink uppfinner en tidsmaskin för att rädda nutiden. The Island of Dr. Hibbert - Dr Hibbert inbjuder familjen Simpsons till en ö där han förvandlar alla som kommer på besök till djur. Homer försöker stoppa Dr Hibberts planer och träffar andra invånare i Springfield som förvandlats till djur. |               |                                     |                   |                                           |                  |            |
| 293 | 2             | "How I Spent My Strummer Vacation"  | Mike B. Anderson  | Mike Scully                               | 10 november 2002 | DABF22     |
| Homer blir berusad och medverkar i TV-programmet Taxicab Conversations där han berättar hemska saker om familjen. Familjen inser då hur mycket han offrar sig för dem och låter honom medverka på ett Rock'n'roll-läger men då veckan är slut vägrar Homer ge upp Rock'n'roll-drömmen. Gästskådespelare: Brian Setzer, Elvis Costello, Keith Richards, Lenny Kravitz, Marcia Wallace, Mick Jagger och Tom Petty. |               |                                     |                   |                                           |                  |            |
| 294 | 3             | "Bart vs. Lisa vs. the Third Grade" | Steven Dean Moore | Tim Long                                  | 17 november 2002 | DABF20     |
| Homer skaffar en parabol och Bart blir yr av all tittande på TV. Bart och Lisa förflyttas till samma tredjeklass, men det leder bara till mera bråk då Bart redan kan alla svar och på en skolutflykt kommer de vilse. Gästskådespelare: Marcia Wallace och Tony Bennett. |               |                                     |                   |                                           |                  |            |
| 295 | 4             | "Large Marge"                       | Jim Reardon       | Ian Maxtone-Graham                        | 24 november 2002 | DABF18     |
| För att bli mera attraktiv bestämmer sig Marge för att göra en fettsugning men får istället bröstimplantat då hon är rädd att Homer tappar intresset. Ett skämt på Springfield Elementary leder till att Krustys karriär går i stöpet och Bart bestämmer sig för att få honom att bli berömd igen medan Marge börjar jobba som modell. Gästskådespelare: Adam West, Burt Ward, Jan Hooks, Marcia Wallace och The Baha Men. |               |                                     |                   |                                           |                  |            |
| 296 | 5             | "Helter Shelter"                    | Mark Kirkland     | Brian Pollack & Mert Rich                 | 1 december 2002  | DABF21     |
| Familjen tittar på en hockeymatch där Lisa får en hockeyklubba som är full med termiter. Termiterna börjar förstöra familjens hus så de kan inte bo hemma medan huset rengörs. Familjen medverkar då i en TV-såpa där de måste leva som 1895 men då familjen äntligen börjar uppskatta det nya livet bestämmer TV-producenterna sig för att ändra reglerna. Gästskådespelare: David Lander och Larry Holmes. |               |                                     |                   |                                           |                  |            |
| 297 | 6             | "The Great Louse Detective"         | Steven Dean Moore | Don Payne & John Frink                    | 15 december 2002 | EABF01     |
| Familjen Simpsons besöker en spaanläggning där Homer utsätts för ett mordförsök. Wiggum anlitar Sideshow Bob för att hitta mördaren men det blir inte lätt och Bart är fortfarande rädd för honom. Homer blir senare utsedd till kung inför Mardi Gras-paraden och blir en måltavla. Gästskådespelare: Kelsey Grammer. |               |                                     |                   |                                           |                  |            |
| 298 | 7             | "Special Edna"                      | Bob Anderson      | Dennis Snee                               | 5 januari 2003   | EABF02     |
| Då Skinner inte har tid att umgås med Edna Krabappel bjuder Bart ut henne. Han nominerar henne senare till priset för Årets lärare och familjen åker till Orlando där de besöker Epcot Center. Skinner inser att han kan förlora Edna och försöker hindra henne från att vinna. Gästskådespelare: Little Richard och Marcia Wallace. |               |                                     |                   |                                           |                  |            |
| 299 | 8             | "The Dad Who Knew Too Little"       | Mark Kirkland     | Matt Selman                               | 12 januari 2003  | EABF03     |
| Då Lisa förstår att Homer inte vet något om henne efter hennes födelsedag anlitar han en detektiv. Lisa börjar uppskatta Homer men får problem då han vägrar betala detektivens räkning på 1000 dollar. Gästskådespelare: Elliot Gould. |               |                                     |                   |                                           |                  |            |
| 300 | 9             | "Strong Arms of the Ma"             | Pete Michels      | Carolyn Omine                             | 2 februari 2003  | EABF04     |
| Familjen besöker utförsäljningen hos Rainier Wolfcastle, på vägen hem blir Marge rånad på sitt pärlhalsband och hon blir rädd för allting. Hon gömmer sig i källaren och börja träna med Wolfcastles träningsutrustning som Homer köpte och hon blir stark och får ökat självförtroende och börjar ta steroider och deltar i tävlingar. Gästskådespelare: Pamela Reed. |               |                                     |                   |                                           |                  |            |
| 301 | 10            | "Pray Anything"                     | Michael Polcino   | Neil Boushall & Sam O'Neal                | 9 februari 2003  | EABF06     |
| Homer blir avundsjuk på Ned Flanders efter att han vunnit 50 000 dollar på WNBA-basketen. Homer lär sig att allt blir lättare om man ber men då han ramlar i en grop utanför kyrkan stämmer han kyrkan och blir ny ägare till kyrkan. Familjen flyttar in i kyrkan och de anordnar en fest och Timothy Lovejoy lämnar Springfield. Gästskådespelare: Lisa Leslie. |               |                                     |                   |                                           |                  |            |
| 302 | 11            | "Barting Over"                      | Matthew Nastuk    | Andrew Kreisberg                          | 16 februari 2003 | EABF05     |
| Bart upptäcker att han som baby medverkade i en reklamfilm och stämmer Homer som gjort av med hans arvode. Bart] flyttar hemifrån och får pengar av Homer efter ett domstolsbeslut och han blir granne med Tony Hawk. Homer bestämmer sig då för att ta tillbaka sin son. Gästskådespelare: Blink-182, Jane Kaczmarek, Marcia Wallace och Tony Hawk. |               |                                     |                   |                                           |                  |            |
| 303 | 12            | "I'm Spelling as Fast as I Can"     | Nancy Kruse       | Kevin Curran                              | 16 februari 2003 | EABF07     |
| Ett nytt skolår börjar och Lisa vinner uttagningen till Spell-lympics och familjen åker till Calgary vilket leder till att Lisa blir omtyckt av alla i Springfield. Före finalen försöker George Plimpton övertala henne till att göra en läggmatch. Homer blir förtjust i den nya burgaren, Ribheads, men då de slutar marknadsföra den i Springfield åker han till San Francisco där de fortsätter sälja burgaren och missar Lisas final. Gästskådespelare: George Plimpton. |               |                                     |                   |                                           |                  |            |
| 304 | 13            | "A Star Is Born-Again"              | Michael Marcantel | Brian Kelley                              | 2 mars 2003      | EABF08     |
| Under Jellyfishfestivalen börjar Ned känna sig ensam, han träffar filmstjärnan Sara Sloan och blir förälskad i henne. Ned uppskattar inte det vilda liv som Sara lever och försöker få henne att anpassa sig till hans liv. Gästskådespelare: Helen Fielding, James Brooks, Marcia Wallace och Marisa Tomei. |               |                                     |                   |                                           |                  |            |
| 305 | 14            | "Mr. Spritz Goes to Washington"     | Lance Kramer      | John Swartzwelder                         | 9 mars 2003      | EABF09     |
| Joe Quimby flyttar inflygningarna för flygplatsen till bostadsområdet, efter ett tag tröttnar familjen Simpson på flygplanen och är nära att få sammanbrott då de inte lyckas sälja huset. De kontaktar Springfields kongressledamot, Horace Wilcox, men då han avlider försöker de få Krusty att ställa upp i kongressen för att få slut på inflygningarna över bostadsområdet. Han verkar inte från en början intresserad men med hjälp av familjen Simpson börjar han sin politiska karriär. Gästskådespelare: Joe Mantegna. |               |                                     |                   |                                           |                  |            |
| 306 | 15            | "C.E. D'oh"                         | Mike B. Anderson  | Dana Gould                                | 16 mars 2003     | EABF10     |
| Då Homer inte får det han önskar på Alla hjärtans dag går han en kurs och lär sig hur man lyckas i livet. Homer förändras men då Mr. Burns inte uppskattar hans hårda arbete med att förbättra verksamheten försöker han ge igenom på honom. Han upptäcker att ägaren av Springfields kärnkraftverk är en kanariefågel, och med hjälp av Bart låter de fågeln rymma och blir den nya ägaren efter att Mr. Burns blivit stressad över att hitta en ny ägare. |               |                                     |                   |                                           |                  |            |
| 307 | 16            | "'Scuse Me While I Miss the Sky"    | Steven Dean Moore | Allen Glazier & Dan Greaney               | 30 mars 2003     | EABF11     |
| Doumentärfilmaren Declan Desmond besöker Springfield Elementary och Lisa upptäcker att hennes liv saknar inriktning och hon bestämmer sig för att fokusera på astronomi men hon upptäcker att det är omöjligt då staden är upplyst hela natten. Bart blir impopulär då Nelson stjäl en kylarprydnad och tillsammans med Lisa försöker han få Springfield att minska belysningen på natten, för att hon ska se stjärnor och Bart ska kunna stjäla Fat Tonys kylarprydnad. Gästskådespelare: Eric Idle, Joe Mantegna och Marcia Wallace. |               |                                     |                   |                                           |                  |            |
| 308 | 17            | "Three Gays of the Condo"           | Mark Kirkland     | Matt Warburton                            | 13 april 2003    | EABF12     |
| Familjen löser ett pussel, och då hittar Homer ett gammalt brev från Marge och han förstår att hon inte älskar honom. Homer flyttar till Kirk och senare till en par män som är homosexuella. Nu börjar kampen med att lappa ihop förhållandet igen. Gästskådespelare: Ben Schatz, Scott Thompson och "Weird Al" Yankovic. |               |                                     |                   |                                           |                  |            |
| 309 | 18            | "Dude, Where's My Ranch?"           | Chris Clements    | Ian Maxtone-Graham                        | 27 april 2003    | EABF13     |
| Familjen Simpson sjunger julsånger och Homer bestämmer sig för att skriva en egen julsång, men skapar istället landsplågan Everybody Hates Ned Flanders. Familjen tröttnar på låten och bor en vecka på ranchen Lazy I Ranch där Lisa blir förälskad i den fem år äldre pojken Luke och Homer och Bart slåss mot bävrar. Gästskådespelare: Andy Serkis, David Byrne och Jonathan Taylor Thomas. |               |                                     |                   |                                           |                  |            |
| 310 | 19            | "Old Yeller Belly"                  | Bob Anderson      | Don Payne & John Frink                    | 4 maj 2003       | EABF14     |
| Marge anställer Amishfolk till att göra om Barts trädkoja men under invigningen fattar den eld men Snowball II blir hjälte då han räddar Homer. Av en slump blir Santa's Little Helper den nya maskoten för Duff och blir berömd och Duffman blir avskedad men Bart saknar Santa's Little Helper då hans gamla ägare tar hand om hunden eftersom han inbringar en stadig inkomst. Gästskådespelare: Stacy Keach. |               |                                     |                   |                                           |                  |            |
| 311 | 20            | "Brake My Wife, Please"             | Pete Michels      | Tim Long                                  | 11 maj 2003      | EABF15     |
| Under tiden Homer är på väg till sjukhuset efter att Bart busat en utflykt förlorar han sitt körkort. Marge blir heltidschaufför åt familjen och Homer börjar promenera men undermedvetet börjar Marge skada Homer och han bestämmer sig för att bli en bättre make. Gästskådespelare: Jackson Browne, Jane Kaczmarek, Marcia Wallace och Steve Buscemi. |               |                                     |                   |                                           |                  |            |
| 312 | 21            | "The Bart of War"                   | Michael Polcino   | Marc Wilmore                              | 18 maj 2003      | EABF16     |
| Bart och Milhouse förstör Neds samling från The Beatles och de får inte träffa varandra på ett tag. Bart går med i en indianklubb (indianpojkarna) och Milhouse i en scoutklubb (kavalleripojkarna) och de båda klubbarna börjar tävla om vem som är bäst. |               |                                     |                   |                                           |                  |            |
| 313 | 22            | "Moe Baby Blues"                    | Lauren MacMullan  | J. Stewart Burns                          | 18 maj 2003      | EABF17     |
| Hela Springfield besöker Springfield Botanical Gardens och då Moe kastat ut därifrån bestämmer han sig för att ta livet av sig från en bro med räddar istället Maggie. Moe börjar umgås mycket med Maggie och Homer inser att han inte är Maggies fadersfigur och tillåter inte Moe att träffa Maggie. Gästskådespelare: Joe Mantegna. |               |                                     |                   |                                           |                  |            |

## Hemvideoutgivningar
Den 6 december 2011 släpptes hela säsongen på DVD och bluray i region 1.
Säsongen släpptes på DVD i Storbritannien den 10 oktober 2011 och i Sverige den 16 november samma år.